# Конрад II (Мерания)
Вижте пояснителната страница за други личности с името Конрад II.
Конрад II фон Мерания (на немски: Konrad II von Meranien, Konrad III von Dachau; * ок. 1145, † 8 октомври 1180/1182) от род Вителсбахи, е от 1159 до 1182 г. херцог на Мерания (Далмация). Той е също граф на Дахау (като Конрад III) от 1172 г.

## Живот
Конрад II е единственият син и наследник на Конрад I фон Шайерн-Дахау († 1159), първият херцог на Мерания, и втората му съпруга Матилда фон Фалкенщайн († сл. 1198), дъщеря на граф Рудолф фон Фалкенщайн.
Той е верен поддръжник на Хоенщауфените. Получава през 1172 г. графството Дахау-Шайерн от чичо си Арнолд III фон Дахау.
Конрад II се жени за Удилхилда († 15 септември сл. 1198), дъщеря на Хуго I, пфалцграф на Тюбинген, и на Елизабет фон Монтфорт.
Умира бездетен и херцогството попада на роднинската фамилия Андекс. Графството Дахау отива на братовчед му Ото I Вителсбах, херцог на Бавария. Това е краят на линията Шайерн-Дахау, страничната линия Дахау-Валей съществувала обаче още.